# Sukošan
Sukošan je vesnice opčina nacházející se v Zadarské župě v Chorvatsku. Sukošan leží na Jadranské magistrále mezi Zadarem, od něhož je vzdálena 11 km směrem na jihovýchod, a Biogradem na Moru.

## Obyvatelstvo
V roce 2011 žilo v opčině 4 583 obyvatel, přičemž na vlastní vesnici připadalo 2808 obyvatel. Kromě vlastního města zahrnuje opčina sídla Debeljak, Glavica a Gorica. Hlavní činností obyvatelstva je zemědělství, vinařství, pěstování oliv, ovoce a turismus.

### Pamětihodnosti
- Kostel svatého Kasiána, vystavěný pravděpodobně v 11. století (fragmenty s ornamentikou), dnešní vzhled dostal v 17. století.
- Malý kostel z 17. století je vystavěn na hřbitově. Fragmenty s ornamentikou jsou zabudovány do portálu a přední strany kostela.
- Ruiny letní vily zadarských arcibiskupů z 15. století se mohou vidět na ostrůvku v zálivu.
- Ruiny středověké tvrze, kterou vystavěli knížata Bribirští na mysu Bribirčina.
- Středověká kaple, nacházející se asi 3,5 km od Sukošanu.